# Saison 2003 von Super 12
Die Saison 2003 war die achte Ausgabe von Super 12, einem Rugby-Union-Wettbewerb mit zwölf Franchise-Mannschaften aus Australien, Neuseeland und Südafrika.
Es wurden insgesamt 69 Spiele ausgetragen, wobei jede Mannschaft eine Round Robin gegen die elf anderen Mannschaften austrug. Es folgten zwei Halbfinalspiele und schließlich das Finale. Meister wurden zum dritten Mal die Blues aus der neuseeländischen Stadt Auckland.

## Ergebnisse

### Tabelle
M = Amtierender Meister
|     | Team            | Spiele | Siege | Unent. | Ndlg. | Spiel- punkte | Diff. | Bonus- punkte | Tabellen- punkte |
| --- | --------------- | ------ | ----- | ------ | ----- | ------------- | ----- | ------------- | ---------------- |
| 01. | Blues           | 11     | 10    | 0      | 1     | 393:185       | + 208 | 9             | 49               |
| 02. | Crusaders (M)   | 11     | 8     | 0      | 3     | 358:263       | + 95  | 8             | 40               |
| 03. | Hurricanes      | 11     | 7     | 0      | 4     | 324:284       | + 40  | 7             | 35               |
| 04. | Brumbies        | 11     | 6     | 0      | 5     | 358:313       | + 45  | 7             | 31               |
| 05. | NSW Waratahs    | 11     | 6     | 0      | 5     | 320:344       | − 24  | 7             | 31               |
| 06. | Bulls           | 11     | 6     | 0      | 5     | 320:354       | − 34  | 6             | 30               |
| 07. | Highlanders     | 11     | 6     | 0      | 5     | 287:246       | + 41  | 5             | 29               |
| 08. | Queensland Reds | 11     | 5     | 0      | 6     | 281:318       | − 37  | 6             | 26               |
| 09. | Stormers        | 11     | 5     | 0      | 6     | 255:354       | − 99  | 3             | 23               |
| 10. | Chiefs          | 11     | 2     | 0      | 9     | 288:319       | − 31  | 10            | 18               |
| 11. | Sharks          | 11     | 3     | 0      | 8     | 241:306       | − 65  | 5             | 17               |
| 12. | Cats            | 11     | 2     | 0      | 9     | 259:398       | − 139 | 5             | 13               |

Die Punkte werden wie folgt verteilt:
- 4 Punkte bei einem Sieg
- 2 Punkte bei einem Unentschieden
- 0 Punkte bei einer Niederlage (vor möglichen Bonuspunkten)
- 1 Bonuspunkt für vier oder mehr Versuche, unabhängig vom Endstand
- 1 Bonuspunkt bei einer Niederlage mit weniger als sieben Punkten Unterschied

### Halbfinale
| 16. Mai 2003 | Crusaders                                                                                                  | 39 : 16        | Hurricanes                                                      | Jade Stadium, Christchurch Zuschauer: 33.500 Schiedsrichter: Peter Marshall (Australien) |
| 16. Mai 2003 | Versuche: Broomhall, McCaw, Robertson Erhöhungen: Carter (3) Straftritte: Carter (5) Dropgoals: Mauger (1) | (19:6) Bericht | Versuche: Ward Erhöhungen: Holwell (1) Straftritte: Holwell (3) | Jade Stadium, Christchurch Zuschauer: 33.500 Schiedsrichter: Peter Marshall (Australien) |

| 17. Mai 2003 | Blues | 42 : 21        | Brumbies                                                      | Eden Park, Auckland Zuschauer: 42.000 Schiedsrichter: Jonathan Kaplan (Südafrika) |
| 17. Mai 2003 | Versuche: Devine, Meeuws, Rokocoko (2), Muliaina, Howlett Erhöhungen: Spencer (3) Straftritte: Spencer (2) | (22:0) Bericht | Versuche: Wilson, Finegan, Bartholomeusz Erhöhungen: Roff (3) | Eden Park, Auckland Zuschauer: 42.000 Schiedsrichter: Jonathan Kaplan (Südafrika) |

### Finale
| 24. Mai 2003 | Blues                                                                     | 21 : 17        | Crusaders                                             | Eden Park, Auckland Zuschauer: 47.000 Schiedsrichter: André Watson (Südafrika) |
| 24. Mai 2003 | Versuche: Howlett, Braid Erhöhungen: Spencer (1) Straftritte: Spencer (3) | (6:10) Bericht | Versuche: Hammett (2), Ralph Erhöhungen: Mehrtens (1) | Eden Park, Auckland Zuschauer: 47.000 Schiedsrichter: André Watson (Südafrika) |

| 15                 | Doug Howlett    |
| 14                 | Rico Gear       |
| 13                 | Malili Muliaina |
| 12                 | Sam Tuitupou    |
| 11                 | Joe Rokocoko    |
| 10                 | Carlos Spencer  |
| 09                 | David Gibson    |
| 08                 | Xavier Rush (c) |
| 07                 | Daniel Braid    |
| 06                 | Justin Collins  |
| 05                 | Angus MacDonald |
| 04                 | Ali Williams    |
| 03                 | Kees Meeuws     |
| 02                 | Keven Mealamu   |
| 01                 | Deacon Manu     |
| Auswechselspieler: |                 |
| 16                 | Derren Witcombe |
| 17                 | Tony Woodcock   |
| 18                 | Brad Mika       |
| 19                 | Mose Tuiali’i   |
| 20                 | Craig McGrath   |
| 21                 | Lee Stensness   |
| 22                 | Orene Ai’i      |

| 15                 | Leon MacDonald  |
| 14                 | Marika Vunibaka |
| 13                 | Caleb Ralph     |
| 12                 | Daniel Carter   |
| 11                 | Joe Maddock     |
| 10                 | Aaron Mauger    |
| 09                 | Justin Marshall |
| 08                 | Scott Robertson |
| 07                 | Richie McCaw    |
| 06                 | Reuben Thorne   |
| 05                 | Chris Jack      |
| 04                 | Brad Thorn      |
| 03                 | Greg Somerville |
| 02                 | Mark Hammett    |
| 01                 | Dave Hewett     |
| Auswechselspieler: |                 |
| 16                 | Slade McFarland |
| 17                 | Greg Feek       |
| 18                 | Johnny Leo’o    |
| 19                 | Sam Broomhall   |
| 20                 | Ben Hurst       |
| 21                 | Andrew Mehrtens |
| 22                 | Scott Hamilton  |

## Statistik

### Meiste erzielte Versuche
|    | Spieler             | Team       | Versuche |
| -- | ------------------- | ---------- | -------- |
| 1. | Doug Howlett        | Blues      | 12       |
| 2. | Rupeni Caucaunibuca | Blues      | 8        |
| 2. | Christian Cullen    | Hurricanes | 8        |
| 2. | Caleb Ralph         | Crusaders  | 8        |

### Meiste erzielte Punkte
|    | Spieler         | Team            | Punkte |
| -- | --------------- | --------------- | ------ |
| 1. | Carlos Spencer  | Blues           | 143    |
| 2. | Willie Walker   | Highlanders     | 142    |
| 3. | Joe Roff        | Brumbies        | 136    |
| 4. | André Pretorius | Cats            | 126    |
| 5. | Elton Flatley   | Queensland Reds | 125    |